# دوغ مكمان
دوغ مكمان (16 أكتوبر 1917 بوينيبيغ في كندا - 16 أبريل 1997 بمونتريال في كندا) هو لاعب كرة قدم كندي في مركز الهجوم. لعب مع وولفرهامبتون واندررز.